# Žabníček vzplývavý
Žabníček vzplývavý (Luronium natans) je druh jednoděložných rostlin z čeledi žabníkovité (Alismataceae). Rod žabníček (Luronium) je monotypický, jediným známým druhem je žabníček vzplývavý.

## Popis
Jedná se o vytrvalou vodní nebo bahenní rostlinu, dorůstá výšky (nebo spíše délky) cca 20–140 cm. Je to rostlina s oboupohlavnými květy. Je zde patrná heterofylie, jinak vypadají ponořené listy a jinak listy na plovoucí na hladině popř. terestrické na bahně. Listy jsou jednoduché, ponořené jsou čárkovité, listy plovoucí či terestrické jsou řapíkaté, vejčité až eliptické, čepele jsou celistvé, na bázi zaokrouhlené až klínovité, do 4 cm délky a 1,5 cm šířky. Květy jsou dlouze stopkaté, okvětí je rozlišeno na kalich a korunu. Kališní lístky jsou 3, korunní také 3, korunní lístky jsou bílé, jen na bázi žlutě skvrnité, cca 7–10 mm dlouhé. Tyčinek je 6. Gyneceum je složeno ze 6–15 plodolistů, je apokarpní, semeník je svrchní. Plod je suchý, nepukavý, v souplodí, jedná se o nažky.

## Rozšíření ve světě
Žabníček vzplývavý je rozšířen hlavně v Z a SZ Evropě, jinde v Evropě jen ostrůvkovitě, mimo Evropu chybí.

## Rozšíření v Česku
Roste v mělkých tůních, často občas vysychajících a na březích stojatých vod. V ČR roste pouze v severních Čechách v Labských pískovcích na Děčínsku. V roce 2007 zde byly známy 2 recentní lokality. První lokalita je v malé požární nádrži Nad Kaménkou v Údolí Labe asi 2 km JZ od Dolního Žlebu, druhá v rybníku u Králova mlýna cca 3 km severozápadně od Maxiček. Kdysi rostl i na Frýdlantsku. Na Frýdlantsku rostl v létech 1958–1961, a to v údolí říčky Smědé v tzv. Boleslavské tůni u obce Černousy, od té doby nebyl nalezen (Jehlík 2001). Jednu dobu byl považován v celé ČR za vyhynulý druh, byl však znovu nalezenl.
Podle vyhlášky 395/1992 Sb. ve znění vyhl. 175/2006 Sb. je považován za druh silně ohrožený (§2), v Červeném seznamu rostlin ČR z roku 2012 je zařazen mezi druhy kriticky ohrožené (C1).

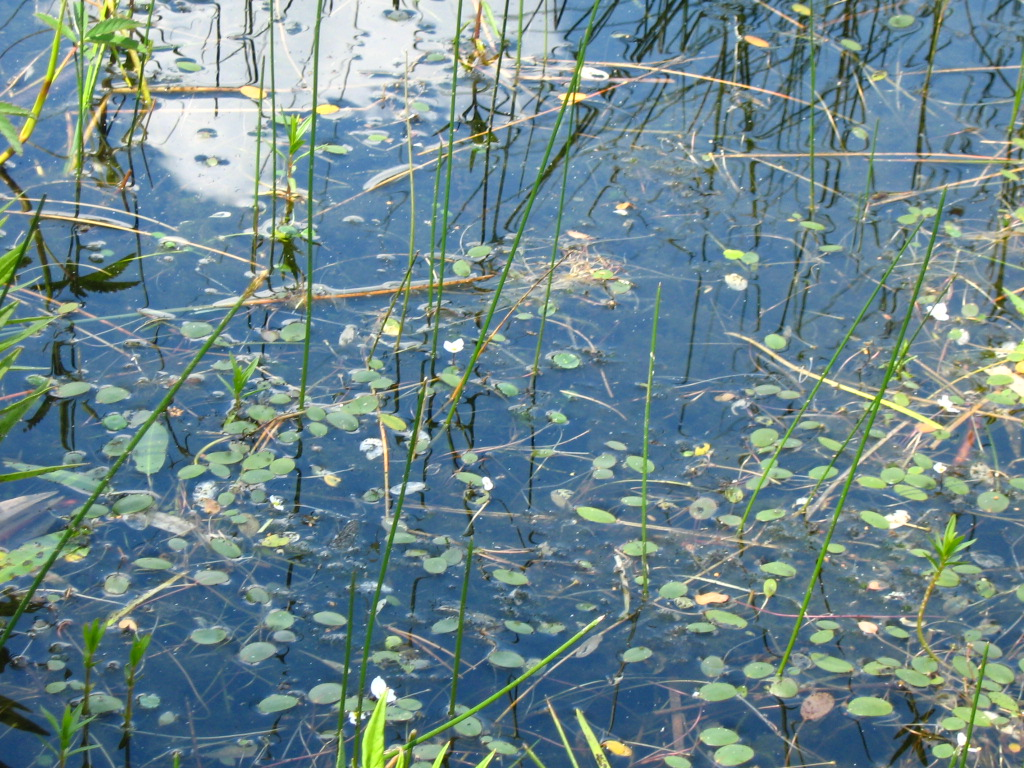
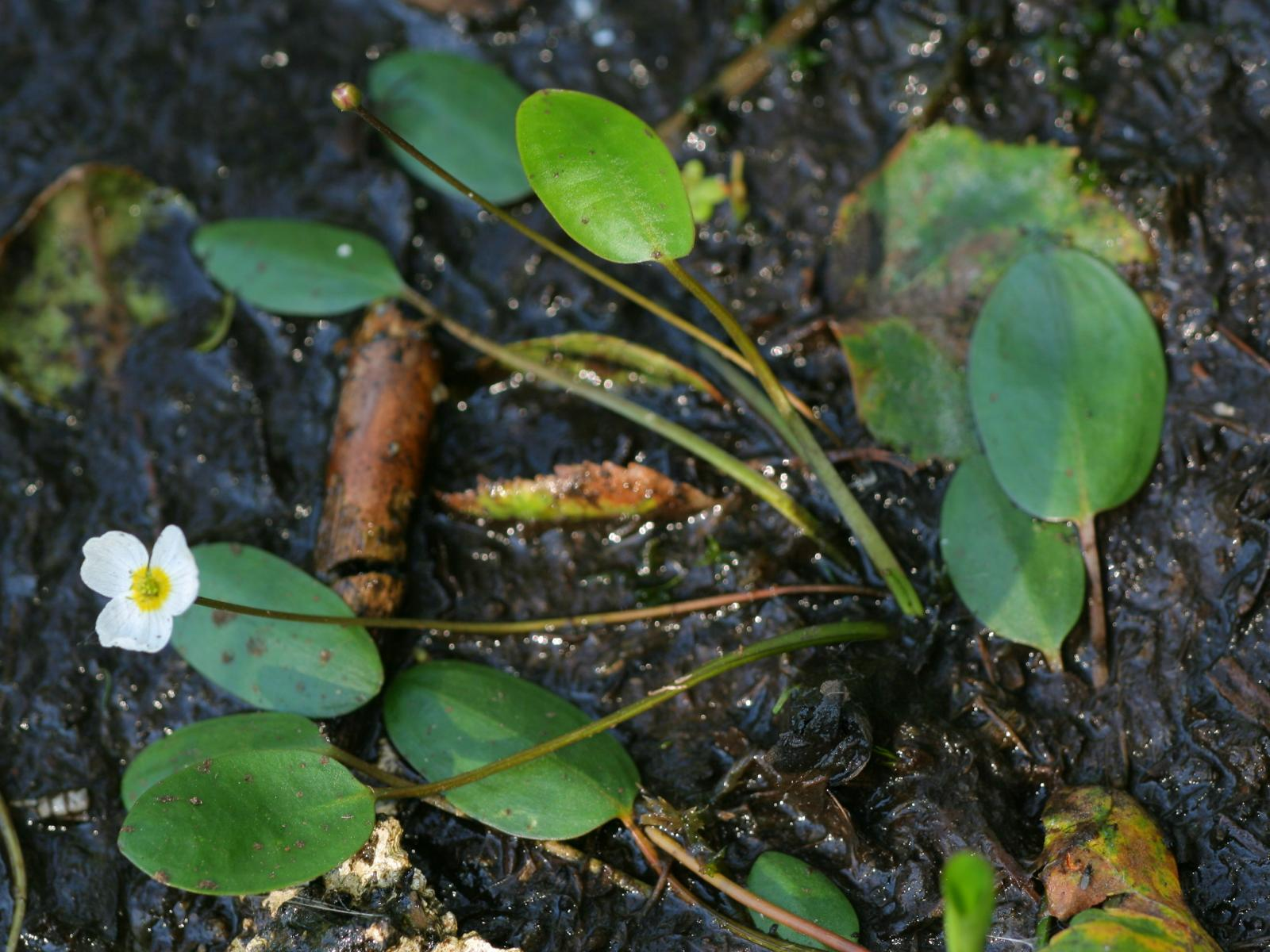
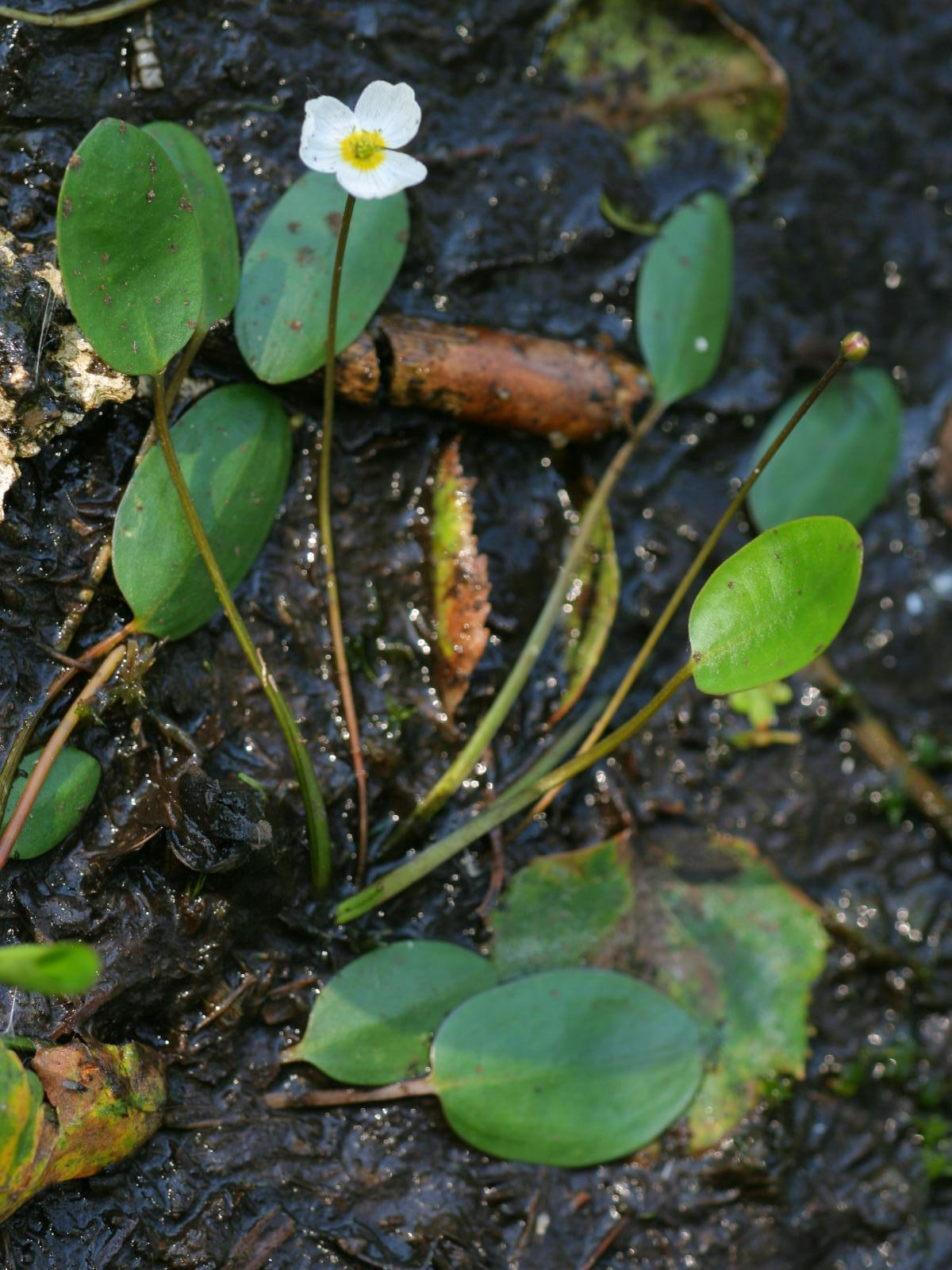
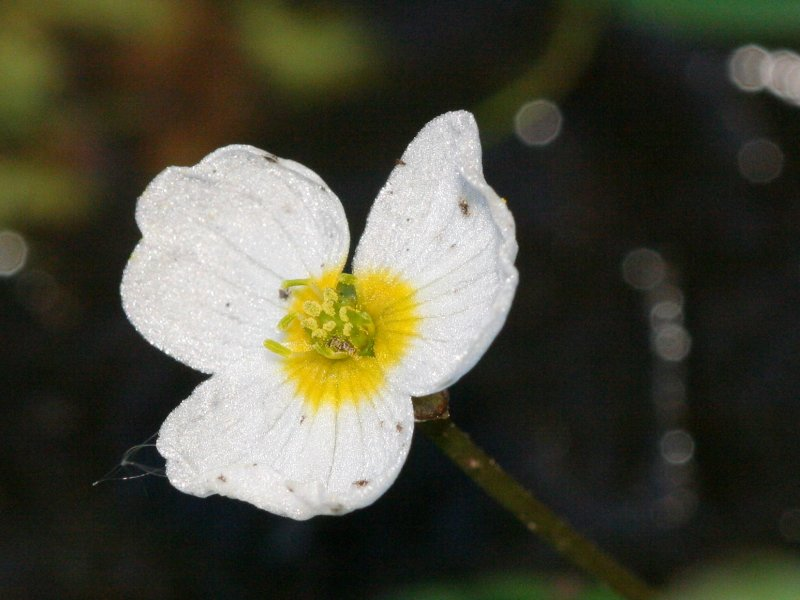
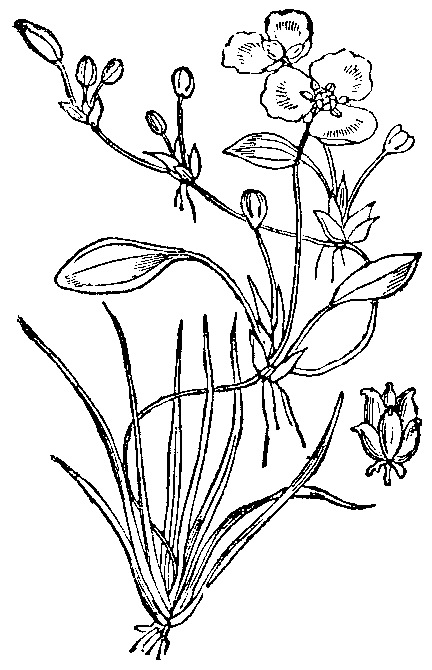